# Brad Dalgarno
Brad W. Dalgarno (* 11. August 1967 in Vancouver, British Columbia) ist ein ehemaliger kanadischer Eishockeyspieler, der im Verlauf seiner aktiven Karriere zwischen 1984 und 1996 unter anderem 348 Spiele für die New York Islanders in der National Hockey League (NHL) auf der Position des rechten Flügelstürmers bestritten hat.

## Karriere
Nachdem Dalgarno zwischen 1983 und 1984 in der Ontario Junior Hockey League (OJHL) gespielt hatte, wechselte er zur Saison 1984/85 in die höherklassige Ontario Hockey League (OHL). Dort lief der Flügelstürmer in den folgenden drei Jahren bei den Hamilton Steelhawks auf. In seiner Rookiespielzeit konnte er dabei in 66 Spielen 53 Scorerpunkte. In Kombination mit seiner stattlichen Statur und der großen Nachfrage an dieser Art Spielertyp in diesem Zeitraum wurde 17-Jährige im NHL Entry Draft 1985 bereits an der sechsten Gesamtposition von den New York Islanders aus der National Hockey League (NHL) ausgewählt. Nach zwei weiteren Jahren in Hamilton mit sporadischen Einsätzen bei den Islanders in der NHL, wechselte der Kanadier zur Saison 1987/88 vollends in den Profibereich.
Der mittlerweile 20-Jährige verbrachte seine erste Profisaison zu etwa gleichen Teilen bei den Islanders in der NHL als auch bei deren Farmteam, den Springfield Indians, in der American Hockey League (AHL). Erst im folgenden Jahr gehörte er zum NHL-Stammkader, fiel aber ab Februar 1989 aufgrund einer Verletzung an der Augenhöhle nach einem Faustkampf mit Joe Kocur für den Rest des Spieljahres aus. Dennoch verlängerte das Management New Yorks im September 1989 den Vertrag auslaufenden Vertrag des Stürmers, der es jedoch zum Saisonstart nicht in den Kader schaffte. Dalgarno weigerte sich daraufhin die Spielzeit 1989/90 in der AHL bei den Springfield Indians zu beginnen und gab in der Folge seinen Rücktritt vom aktiven Sport bekannt.
Nach einer einjährigen Pause nahm Dalgarno im September 1990 wieder am Trainingslager der Isles teil. Die folgenden drei Spielzeiten pendelte er dabei zwischen dem NHL-Aufgebot und dem Kader des neuen Farmteams, den Capital District Islanders. Erst ab der Saison 1993/94 gelang es dem Offensivspieler sich wieder bei den New York Islanders zu etablieren. Jedoch machten ihm ab Beginn der folgenden Spielzeit immer wieder verschiedenste Verletzungen zu schaffen, sodass er nach den beiden herausragenden Spieljahren zwischen 1992 und 1994 mit jeweils über 30 Scorerpunkten über den Zeitraum von 1994 und 1996 nur noch insgesamt 40 Spiele bestritt. Im Anschluss an die Saison 1995/96 beendete Dalgarno im Alter von 28 Jahren abermals seine aktive Karriere, nachdem ihm das Management der New York Islanders mitgeteilt hatte, dass es nicht mehr mit ihm plane.

## Karrierestatistik
(Legende zur Spielerstatistik: Sp oder GP = absolvierte Spiele; T oder G = erzielte Tore; V oder A = erzielte Assists; Pkt oder Pts = erzielte Scorerpunkte; SM oder PIM = erhaltene Strafminuten; +/− = Plus/Minus-Bilanz; PP = erzielte Überzahltore; SH = erzielte Unterzahltore; GW = erzielte Siegtore; 1 Play-downs/Relegation; Kursiv: Statistik nicht vollständig)